# Азуат
Азуат (осет. Азуат), ранее Хундисубани (груз. ხუნდისუბანი) — село в Закавказье. Согласно юрисдикции Южной Осетии, фактически контролирующей село, расположено в Знаурском районе, согласно юрисдикции Грузии — в Карельском муниципалитете.

## География
Расположено на к северу от райцентра Знаур.

## Население
По переписи 1989 года из 248 жителей грузины составили 70 % (179 чел.), осетины — 30 % (69 чел.).

## Топографические карты
- Лист карты K-38-64 Цхинвали. Масштаб: 1 : 100 000. Состояние местности на 1987 год. Издание 1989 г.